# Murdannia undulata
Murdannia undulata är en himmelsblomsväxtart som beskrevs av Hong De-Yuan. Murdannia undulata ingår i släktet Murdannia och familjen himmelsblomsväxter. Inga underarter finns listade.